# Orsonwelles torosus
Espèce
Synonymes
- Labulla torosa Simon, 1900

Orsonwelles torosus est une espèce d'araignées aranéomorphes de la famille des Linyphiidae.

## Distribution
Cette espèce est endémique de Kauai à Hawaï,.

## Description
Cette espèce n'est connue que par sa femelle lectotype observée dans les années 1890 à Waima.

## Publication originale
- Simon, 1900 : Arachnida. Fauna Hawaiiensis, or the zoology of the Sandwich Isles: being results of the explorations instituted by the Royal Society of London promoting natural knowledge and the British Association for the Advancement of Science. London, vol. 2, p. 443-519